# Albert Bligny
Pour les articles homonymes, voir Bligny.
Albert Bligny, né le 13 septembre 1849 à Château-Thierry et mort le 19 août 1908 à Ferrolles (hameau de La Chapelle-sur-Crécy), est un peintre français.

## Biographie
Fils de notaire, Albert Bligny est né le 13 septembre 1849 à Essômes-sur-Marne. Il suit ses études secondaires au collège de Château-Thierry.
Greffier d'avocat, Albert Bligny est attiré par une carrière artistique par le succès de son ami Pille et il rejoint l'atelier de Bonnat. Il expose au salon de Paris à partir de 1875.
Il se spécialise dans les sujets militaires.
Il est mort le 19 août 1908 à Ferrolles (hameau de La Chapelle-sur-Crécy).